# 341317 Weisshaidinger
341317 Weisshaidinger è un asteroide della fascia principale. Scoperto nel 2007, presenta un'orbita caratterizzata da un semiasse maggiore pari a 2,7849451 au e da un'eccentricità di 0,1675939, inclinata di 8,67080° rispetto all'eclittica.